# Маткачи
Маткачи́ (карел. Matkač) — деревня в составе Шуйского сельского поселения Прионежского района Республики КарелияРоссийской Федерации.
Административно входит в посёлок Шуя.

## Общие сведения
Деревня расположена на южном берегу озера Сургубского, в 4-х км на запад по дороге от автотрассы «Кола».
В 1930-х гг. действовал Дом отдыха «Маткачи» и водолечебница, в которой использовали минеральную воду из источника деревни «Дворцы», а также
целебные грязи Габозера.

## Население
| 2009 |
| ---- |
| 15   |